# Zalissea, Simferopol
Zalissea (în ucraineană Залісся) este un sat în comuna Perove din raionul Simferopol, Republica Autonomă Crimeea, Ucraina.

## Demografie
Componența lingvistică a localității Zalissea
     Rusă (94,56%)
     Ucraineană (4,61%)
     Alte limbi (0,55%)
Conform recensământului din 2001, majoritatea populației localității Zalissea era vorbitoare de rusă (94,56%), existând în minoritate și vorbitori de ucraineană (4,61%).